# Florencia Raggi
María Florencia Marinovich (Buenos Aires, 29 de octubre de 1972) conocida artísticamente como Florencia Raggi es una actriz y modelo argentina.
Es hija de la actriz y directora Nilda Raggi.

## Trayectoria

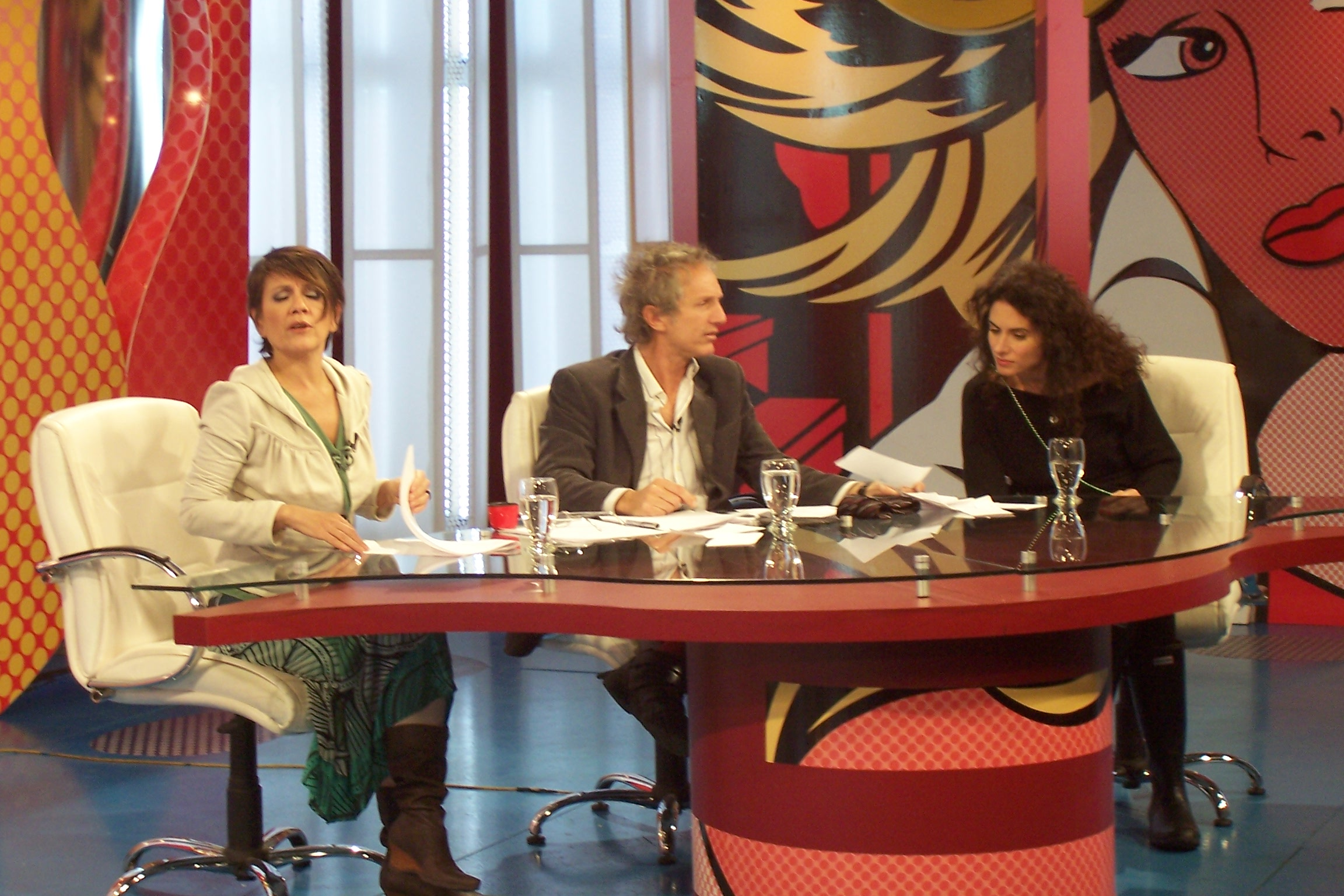
Florencia Raggi en el programa Dejámelo pensar (en 2007), conducido por Sandra Russo y Boy Olmi.

### Carrera como modelo
Comenzó su carrera en el mundo del espectáculo como modelo cuando aún estaba en el colegio secundario. Cuando tenía veinte años ya era una modelo top de la Argentina, era parte de la agencia de Ricardo Piñeiro. A los 23 dejó las pasarelas para dedicarse de lleno a la actuación. Estudió con Julio Chávez, Raúl Serrano, Cristina Moriera, y Bob Andew, entre otros maestros.

### Carrera como actriz
Empezó participando de la serie televisiva Poliladron, y de ahí Pol-ka la convoca para coprotagonizar Carola Casini. Luego llega su primer protagónico en la novela Milady. Le siguen papeles en programas tales como Primicias, Tiempo final, Mujeres asesinas, Mitos, Un año para recordar y participaciones en Mujeres de nadie, Malparida, Ciega a citas, etc.
En teatro debuta con una obra de comedia del arte, Payasos imperiales y le siguen La señorita de Tacna (junto a Norma Aleandro), Cinco mujeres con el mismo vestido y El regreso del tigre (junto a Luis Brandoni y Patricio Contreras).
En cine participó de La antena (película multipremiada de Esteban Sarpir), y luego protagonizó Hunabkú (de Pablo César), Cómplices del silencio (de Stefano Incerti), y Tres deseos (de Vivián Imar y Marcelo Trotta).
Por su actuación en la coproducción italoargentina Cómplices del silencio recibió el premio a la mejor actriz en la Mostra de Cinema dello Stretto (Sicilia), y la Academia de las Artes Cinematográficas la nominó en el rubro Revelación por su trabajo en Tres deseos.

## Vida personal
Está casada con el presentador de televisión Nicolás Repetto, a quien conoció en 1994 luego de ser entrevistada para su programa Nico. Tienen dos hijos: Renata y Francisco.

## Televisión
| Año       | Título                               | Personaje                                                     | Notas                                                                      |
| --------- | ------------------------------------ | ------------------------------------------------------------- | -------------------------------------------------------------------------- |
| 1990      | Di Maggio                            | Tamara                                                        | Participación especial                                                     |
| 1992      | De cuerpo y alma                     | Isabel Albarran                                               | Elenco secundario                                                          |
| 1993      | De carencia y decencia               | Teresa Martínez                                               | Protagonista                                                               |
| 1994      | Mirada de Mujer                      | Carolina Garrido                                              | Antagonista                                                                |
| 1996      | Poliladron                           | Natalia                                                       | Episodio 93                                                                |
| 1996      | Al final de la verdad                | Gabriela Guzman / Gabriela Olmedo Saldivar / Mariana Saldivar | Protagonista                                                               |
| 1997      | Carola Casini                        | Debora Hudson                                                 | Elenco principal                                                           |
| 1997-1998 | Milady, la historia continúa         | Delfina Taylor Monti de De Valladares                         | Protagonista                                                               |
| 2000      | Primicias                            | Alejandra Casanova                                            | Elenco principal                                                           |
| 2002      | Tiempo final                         | María                                                         | Episodio 52: "El velatorio"                                                |
| 2001-2002 | Poné a Francella                     | Varios personajes                                             | Actuación en sketches                                                      |
| 2003      | Zafando, por ahora                   | Luz                                                           | Protagonista                                                               |
| 2007      | Mujeres asesinas 3                   | Laura                                                         | Episodio 3: "Nora, ultrajada"                                              |
| 2007      | Mujeres de nadie                     | Dra. Lucía Estrada                                            | Participación especial                                                     |
| 2008      | Variaciones                          | Cecilia                                                       | Episodio 9: "Rehenes"                                                      |
| 2009      | Mitos, crónicas del amor descartable | Paula Valles                                                  | Protagonista                                                               |
| 2009      | Revelaciones                         | Mara                                                          | Programa especial de la Fundación Huésped                                  |
| 2010      | Ciega a citas                        | Liz                                                           | Participación especial                                                     |
| 2010      | Malparida                            | Lara Balpadossi (†)                                           | Antagonista                                                                |
| 2011      | Un año para recordar                 | Julia                                                         | Antagonista                                                                |
| 2011      | Historias en movimiento              | Camila                                                        | Episodio: "Un alto en el campo"                                            |
| 2012      | El hombre de tu vida                 | Luciana                                                       | Episodio 2                                                                 |
| 2013      | Historia clínica                     | María de los Remedios de Escalada                             | Episodio 13: "José de San Martín: La cordillera no fue su único obstáculo" |
| 2013      | Historias de corazón                 | Sandra                                                        | Episodio: "La profe"                                                       |
| 2013      | Los vecinos en guerra                | Lila                                                          | Participación especial                                                     |
| 2014      | Mis amigos de siempre                | Natalia Aguirre / Clara Aguirre                               | Participación especial                                                     |
| 2014      | Quererte bien                        | Andrea                                                        | Programa especial de la Fundación Huésped                                  |
| 2014-2015 | Noche y día                          | Sofía Santa María                                             | Participación especial                                                     |
| 2018      | Rizhoma Hotel                        | Laura                                                         | Episodio 3: "Fantasía"                                                     |
| 2018      | Rizhoma Hotel                        | Laura                                                         | Episodio 4: "Fantasía 2"                                                   |
| 2018      | Rizhoma Hotel                        | Laura                                                         | Episodio 16: "Enigmático"                                                  |
| 2019      | Monzón                               | Patricia Rosello                                              | Elenco principal                                                           |
| 2023      | El reino                             | Paula Di Filippo                                              | Participación especial                                                     |
| 2023      | El vengador del barrio               | Mercedes "Mecha" Benítez                                      | Elenco secundario                                                          |

## Cine
| Año  | Título                 | Personaje       | Notas        |
| ---- | ---------------------- | --------------- | ------------ |
| 2001 | Causa efecto           | Julieta         |              |
| 2007 | La antena              | La voz          | Voz en off   |
| 2007 | Hunabku                | Mabel           |              |
| 2008 | Cómplices del silencio | Ana Ramírez     |              |
| 2008 | Tres deseos            | Victoria        |              |
| 2010 | Más adelante           | La República    | Cortometraje |
| 2011 | Bodas de plata         | Verónica        | Cortometraje |
| 2011 | Dulce de leche         | Madre de Luis   |              |
| 2013 | Mala                   | Rosario #2      |              |
| 2017 | Adiós querido Pep      | Isabel          |              |
| 2021 | El secreto de Maró     | Dina            |              |
| 2022 | Noche americana        | Michelle Simon  |              |
| 2023 | El asistente           | Patricia "Pato" |              |
| 2023 | El dominio             | Nina            |              |

## Teatro
| Año       | Obra                               | Personaje |
| --------- | ---------------------------------- | --------- |
| 2003-2004 | Qué supimos conseguir              | María     |
| 2004-2005 | La señorita de Tacna               | Amelia    |
| 2006      | Cinco mujeres con el mismo vestido | Jimena    |
| 2008      | A propósito de la duda             | Julia     |
| 2009      | El regreso del tigre               | Sofía     |
| 2013-2014 | La casa de Bernarda Alba           | Angustias |
| 2016      | Como el culo                       | Paula     |
| 2018      | Cuerpos perfectos                  | Laura     |
| 2019      | " 7 años"                          |           |
| 2021-2022 | Ella en mi cabeza                  | Ana       |

## Premios
| Premios | Premios                                        | Premios   | Premios                        | Premios                     |
| Año     | Categoría                                      | Resultado | Premio                         | Por                         |
| ------- | ---------------------------------------------- | --------- | ------------------------------ | --------------------------- |
| 2008    | Reconocimiento por labor actoral               | Ganadora  | Cien años del Teatro Maipo     | Ciclo de obras semimontadas |
| 2009    | Mejor actriz                                   | Ganadora  | Mostra de Cinema dello stretto | Cómplices del silencio      |
| 2010    | Revelación                                     | Nominada  | Premios Sur                    | Tres deseos                 |
| 2021    | Mejor actriz de reparto en serie y/o miniserie | Nominada  | Premios Platino                | Monzón                      |
| 2022    | Mejor actriz de reparto                        | Nominada  | Premios Martín Fierro          | Monzón                      |